# Index.hu
Index.hu – węgierski niezależny serwis informacyjny. Został założony w 1999 roku. Szacunkowo witrynę odwiedza milion użytkowników dziennie.
W grudniu 2020 r. serwis był szóstą witryną w kraju pod względem popularności (według rankingu Alexa).